# Autigny-la-Tour
Pour les articles homonymes, voir Autigny.
Autigny-la-Tour est une commune française située dans le département des Vosges, en région Grand Est.

## Géographie

### Localisation
Le village d’Autigny-la-Tour est enserré dans une des nombreuses boucles du Vair, sur la rive droite, à une altitude de 290 m.

### Géologie et relief
La commune se compose de 837,50 hectares de territoires agricoles (52,84 %) et 747,13 hectares de forêts et milieux semi-naturels (47,14 %).
Espaces naturels :
- Un espace protégé Natura 2000 : Bassigny, partie Lorraine[3],
- Une zone naturelle d'intérêt écologique, faunistique et floristique (Znieff) :  Vôge et Bassigny[4].

### Hydrographie et les eaux souterraines
Hydrogéologie et climatologie : Système d’information pour la gestion des eaux souterraines du bassin Rhin-Meuse :
Territoire communal : Occupation du sol (Corinne Land Cover); Cours d'eau (BD Carthage),
Géologie : Carte géologique; Coupes géologiques et techniques,
 Hydrogéologie : Masses d'eau souterraine; BD Lisa; Cartes piézométriques.

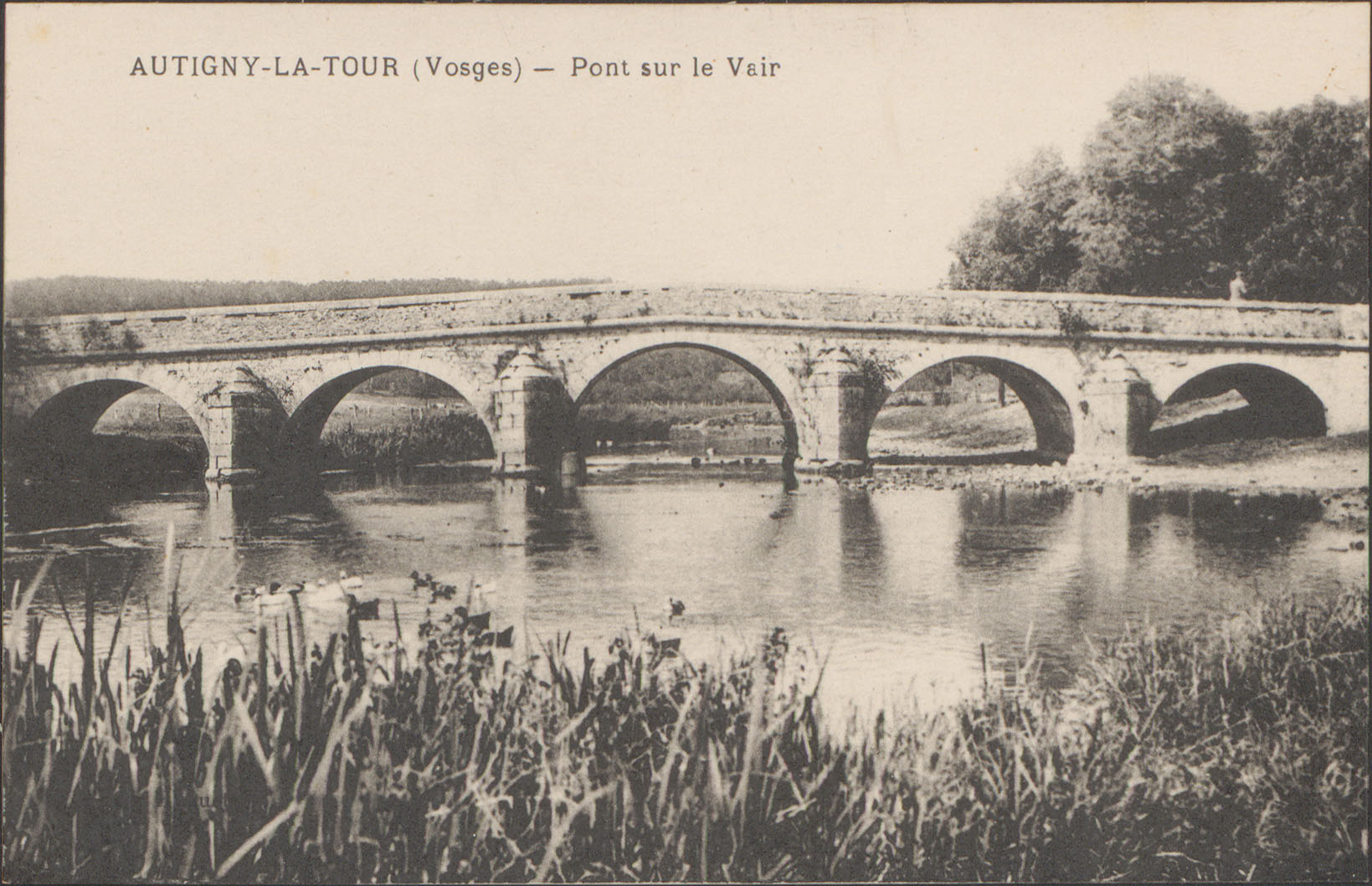
Pont sur le Vair.

La commune est située dans le bassin versant de la Meuse au sein du bassin Rhin-Meuse. Elle est drainée par le Vair,.
Le Vair, d'une longueur totale de 65,3 km, prend sa source dans la commune de Dombrot-le-Sec et se jette  dans la Meuse à Maxey-sur-Meuse, en limite avec Greux, après avoir traversé 23 communes.

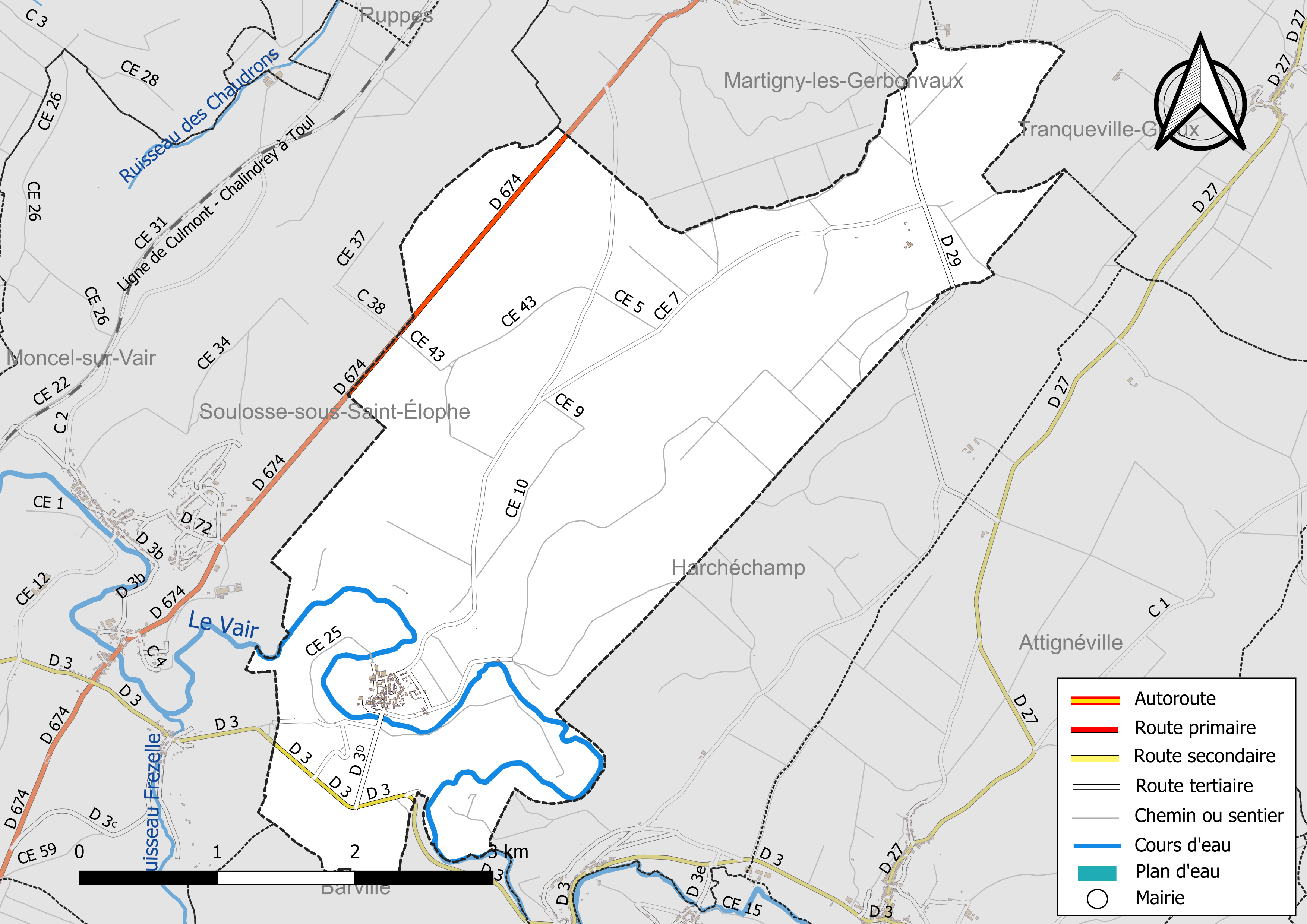
Réseaux hydrographique et routier d'Autigny-la-Tour.

### Climat
Pour des articles plus généraux, voir Climat du Grand Est et Climat des Vosges.
En 2010, le climat de la commune est de type climat de montagne, selon une étude du Centre national de la recherche scientifique s'appuyant sur une série de données couvrant la période 1971-2000. En 2020, Météo-France publie une typologie des climats de la France métropolitaine dans laquelle la commune est exposée à un climat océanique altéré et est dans la région climatique Lorraine, plateau de Langres, Morvan, caractérisée par un hiver rude (1,5 °C), des vents modérés et des brouillards fréquents en automne et hiver.
Pour la période 1971-2000, la température annuelle moyenne est de 9,6 °C, avec une amplitude thermique annuelle de 16,9 °C. Le cumul annuel moyen de précipitations est de 955 mm, avec 13,3 jours de précipitations en janvier et 9,5 jours en juillet. Pour la période 1991-2020, la température moyenne annuelle observée sur la station météorologique de Météo-France la plus proche, « Rollainville », sur la commune de Rollainville à 4 km à vol d'oiseau, est de 10,3 °C et le cumul annuel moyen de précipitations est de 860,3 mm. 
La température maximale relevée sur cette station est de 39,6 °C, atteinte le 25 juillet 2019 ; la température minimale est de −18,2 °C, atteinte le 20 décembre 2009,,.
Les paramètres climatiques de la commune ont été estimés pour le milieu du siècle (2041-2070) selon différents scénarios d'émission de gaz à effet de serre à partir des nouvelles projections climatiques de référence DRIAS-2020. Ils sont consultables sur un site dédié publié par Météo-France en novembre 2022.

## Urbanisme

### Typologie
Au 1er janvier 2024, Autigny-la-Tour est catégorisée commune rurale à habitat dispersé, selon la nouvelle grille communale de densité à sept niveaux définie par l'Insee en 2022.
Elle est située hors unité urbaine. Par ailleurs la commune fait partie de l'aire d'attraction de Neufchâteau, dont elle est une commune de la couronne,. Cette aire, qui regroupe 72 communes, est catégorisée dans les aires de moins de 50 000 habitants,.

### Occupation des sols
L'occupation des sols de la commune, telle qu'elle ressort de la base de données européenne d’occupation biophysique des sols Corine Land Cover (CLC), est marquée par l'importance des territoires agricoles (52,9 % en 2018), en diminution par rapport à 1990 (55,4 %). La répartition détaillée en 2018 est la suivante : 
forêts (44,9 %), terres arables (36,8 %), prairies (13,5 %), zones agricoles hétérogènes (2,6 %), milieux à végétation arbustive et/ou herbacée (2,2 %). L'évolution de l’occupation des sols de la commune et de ses infrastructures peut être observée sur les différentes représentations cartographiques du territoire : la carte de Cassini (XVIIIe siècle), la carte d'état-major (1820-1866) et les cartes ou photos aériennes de l'IGN pour la période actuelle (1950 à aujourd'hui).

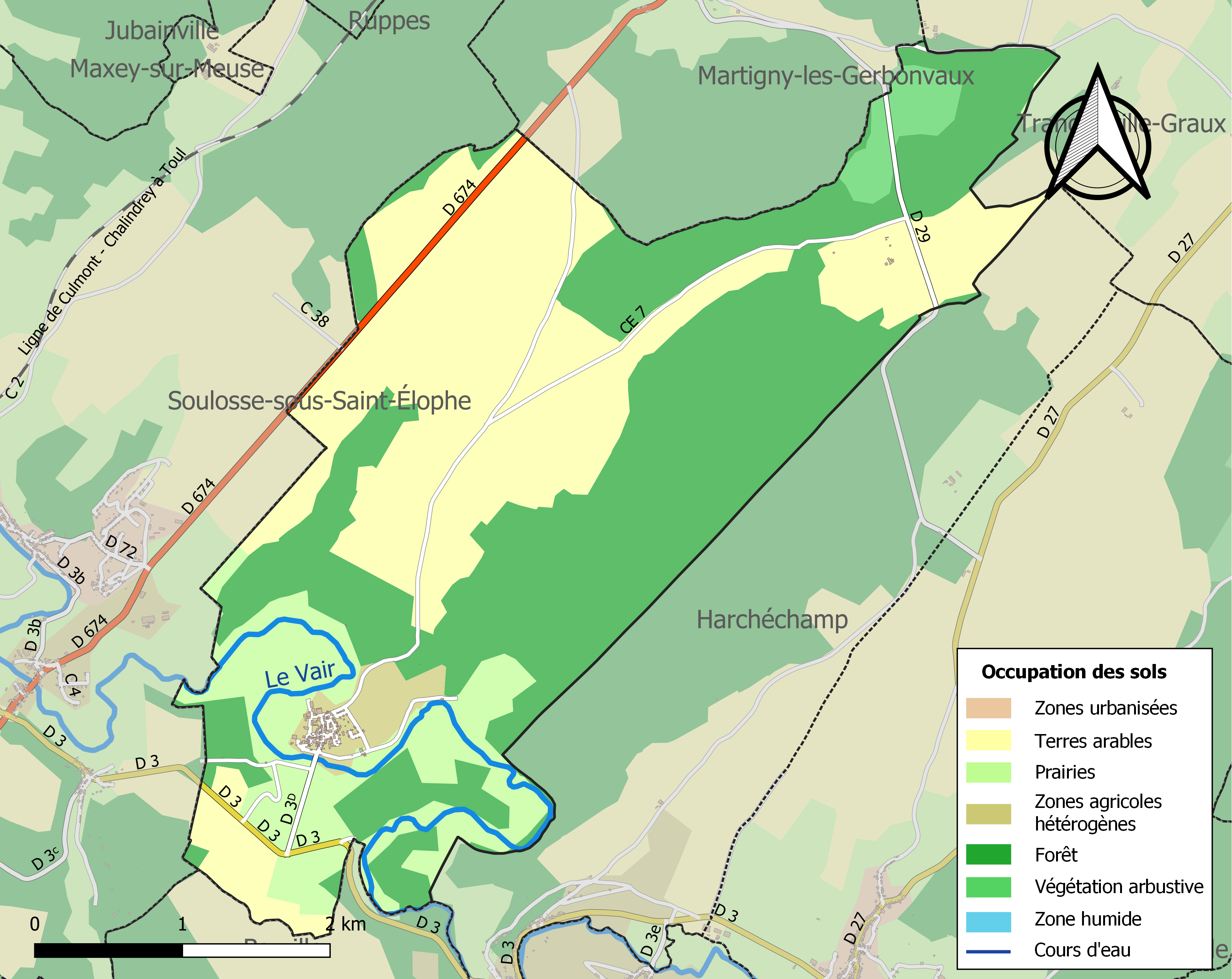
Carte des infrastructures et de l'occupation des sols de la commune en 2018 (CLC).

### Voies de communications et transports

#### Voies routières
- A31 (aussi appelée autoroute de Lorraine-Bourgogne). Échangeurs Châtenois, Colombey-les-Belles, Bulgnéville.

#### Transports en commun
- Fluo Grand Est.

#### Lignes SNCF
- Gare de Contrexéville
- Gare de Vittel
- Gare de Neufchâteau

#### Transports aériens
- L'Aéroport d'Épinal-Mirecourt « Vosges Aéroport ».

À partir de l'été 2021, l’aéroport d’Épinal-Mirecourt est devenu le "pélicandrome" de la Zone Est et servira ainsi de base de ravitaillement et d’intervention pour les avions bombardiers d’eau connus sous le nom de Dash 8.

## Histoire
Le village est ancien : dans la période romaine, il portait le nom de Attiniacus. Son histoire est peu connue. On sait cependant que le 16 décembre 1358, Jean du Châtelet, sire d’Autigny, chanoine de Mayence affranchit quelques-uns de ses sujets.
Fief de la famille du Châtelet, puis des Mauléon de Bastide, la terre fut érigée en comté par Stanislas, duc de Lorraine, en faveur d'Antoine de Gondrecourt, le 10 février 1757.

## Politique et administration

### Budget et fiscalité 2023

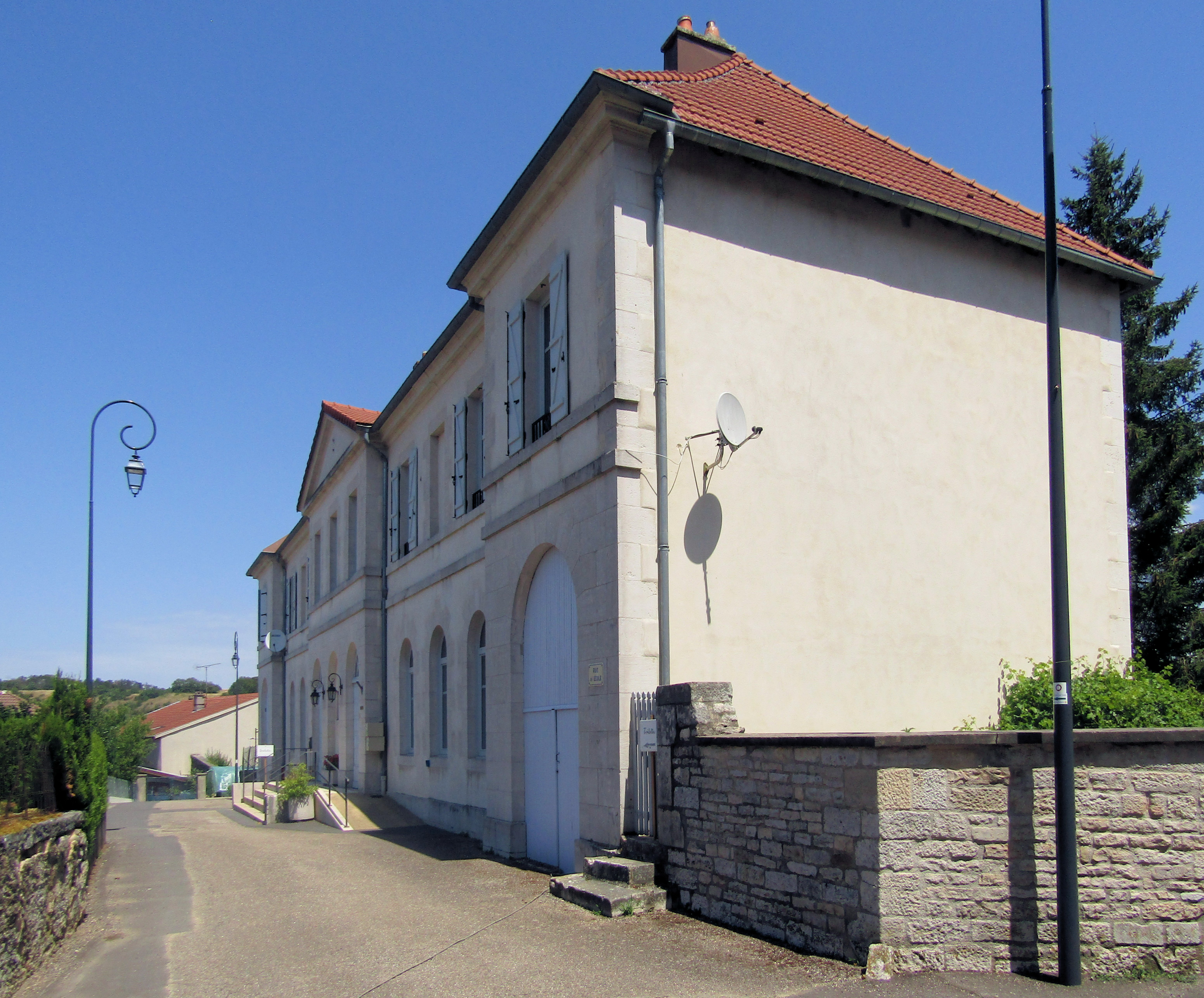
La mairie-école.

En 2023, le budget de la commune était constitué ainsi :
- total des produits de fonctionnement : 127 000 €, soit 860 € par habitant ;
- total des charges de fonctionnement : 127 000 €, soit 856 € par habitant ;
- total des ressources d'investissement : 71 000 €, soit 483 € par habitant ;
- total des emplois d'investissement : 83 000 €, soit 559 € par habitant ;
- endettement : 59 000 €, soit 396 € par habitant.

Avec les taux de fiscalité suivants :
- taxe d'habitation : 18,81 % ;
- taxe foncière sur les propriétés bâties : 35,37 % ;
- taxe foncière sur les propriétés non bâties : 13,60 % ;
- taxe additionnelle à la taxe foncière sur les propriétés non bâties : 0,00 % ;
- cotisation foncière des entreprises : 0,00 %.

Chiffres clés Revenus et pauvreté des ménages en 2021 : médiane en 2021 du revenu disponible, par unité de consommation : 22 500 €.

### Liste des maires
| Période                                  | Période                   | Identité          | Étiquette | Qualité                               |
| ---------------------------------------- | ------------------------- | ----------------- | --------- | ------------------------------------- |
| Les données manquantes sont à compléter. |                           |                   |           |                                       |
| mars 2001                                | mai 2020                  | François Michel   | DVD       | Retraité                              |
| mai 2020                                 | En cours (au 25 mai 2020) | Dominique Humbert | DVD       | Conseillère départementale des Vosges |

## Population et société

### Démographie

#### Évolution démographique
Les habiitants sont nommés les Revois et les habitantes les Revoises
L'évolution du nombre d'habitants est connue à travers les recensements de la population effectués dans la commune depuis 1793. Pour les communes de moins de 10 000 habitants, une enquête de recensement portant sur toute la population est réalisée tous les cinq ans, les populations de référence des années intermédiaires étant quant à elles estimées par interpolation ou extrapolation. Pour la commune, le premier recensement exhaustif entrant dans le cadre du nouveau dispositif a été réalisé en 2004.

En 2022, la commune comptait 136 habitants, en évolution de −17,07 % par rapport à 2016 (Vosges : −2,96 %, France hors Mayotte : +2,11 %).
| 1793 | 1800 | 1806 | 1821 | 1831 | 1836 | 1841 | 1846 | 1856 |
| ---- | ---- | ---- | ---- | ---- | ---- | ---- | ---- | ---- |
| 416  | 417  | 446  | 461  | 535  | 522  | 543  | 537  | 468  |

| 1861 | 1866 | 1876 | 1881 | 1886 | 1891 | 1896 | 1901 | 1906 |
| ---- | ---- | ---- | ---- | ---- | ---- | ---- | ---- | ---- |
| 452  | 452  | 432  | 407  | 391  | 378  | 383  | 370  | 327  |

| 1911 | 1921 | 1926 | 1931 | 1936 | 1946 | 1954 | 1962 | 1968 |
| ---- | ---- | ---- | ---- | ---- | ---- | ---- | ---- | ---- |
| 290  | 200  | 212  | 191  | 187  | 192  | 161  | 160  | 162  |

| 1975 | 1982 | 1990 | 1999 | 2004 | 2006 | 2009 | 2014 | 2019 |
| ---- | ---- | ---- | ---- | ---- | ---- | ---- | ---- | ---- |
| 189  | 180  | 175  | 161  | 157  | 153  | 183  | 169  | 149  |

| 2022 | - | - | - | - | - | - | - | - |
| ---- | - | - | - | - | - | - | - | - |
| 136  | - | - | - | - | - | - | - | - |

### Enseignement
Établissements d'enseignements :
- Écoles maternelles et primaires à Soulosse-sous-Saint-Élophe, Martigny-les-Gerbonvaux, Coussey, Maxey-sur-Meuse, Domrémy-la-Pucelle, Neufchâteau.
- Collèges à Neufchâteau, Châtenois, Colombey-les-Belles, Liffol-le-Grand.
- Lycées à Neufchâteau, Mandres-sur-Vair.

### Santé
Professionnels et établissements de santé> :
- Médecins à Coussey, Neufchâteau, Sauvigny, Châtenois, Vicherey, Gironcourt-sur-Vraine, Liffol-le-Grand.
- Pharmacies à Coussey, Neufchâteau, Châtenois, Vicherey, Gironcourt-sur-Vraine, Liffol-le-Grand, Colombey-les-Belles.
- Hôpitaux à Neufchâteau, Vittel, Mirecourt, Mattaincourt, Dommartin-lès-Toul, Toul.

### Cultes
- Culte catholique, Paroisse Sainte-Jeanne-d'Arc-et-Saint-Elophe[33], Diocèse de Saint-Dié.

## Économie

### Entreprises et commerces

#### Commerces
- Commerces et services de proximité[34].

## Culture locale et patrimoine

### Lieux et monuments

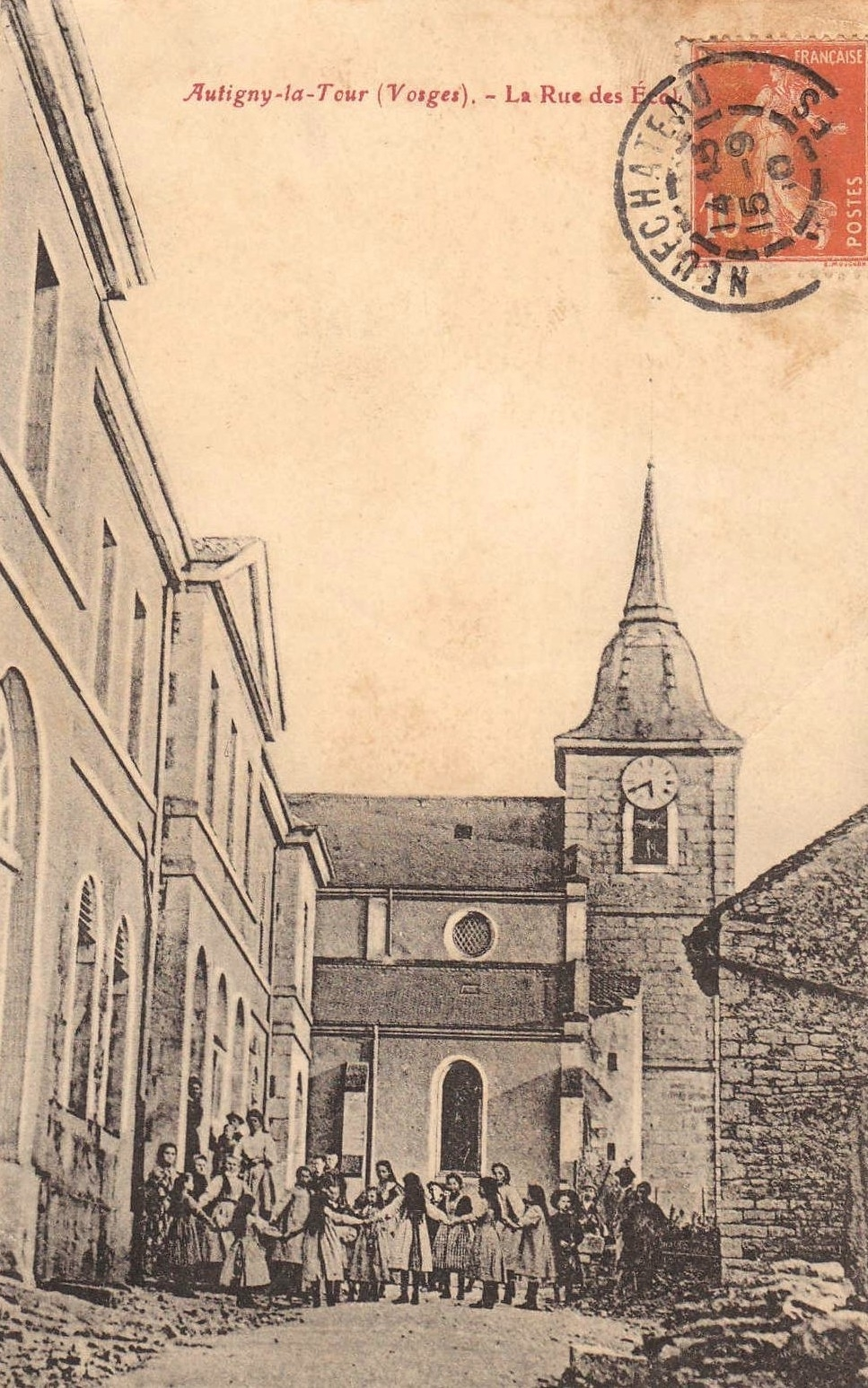
Carte postale de l'église en 1910.
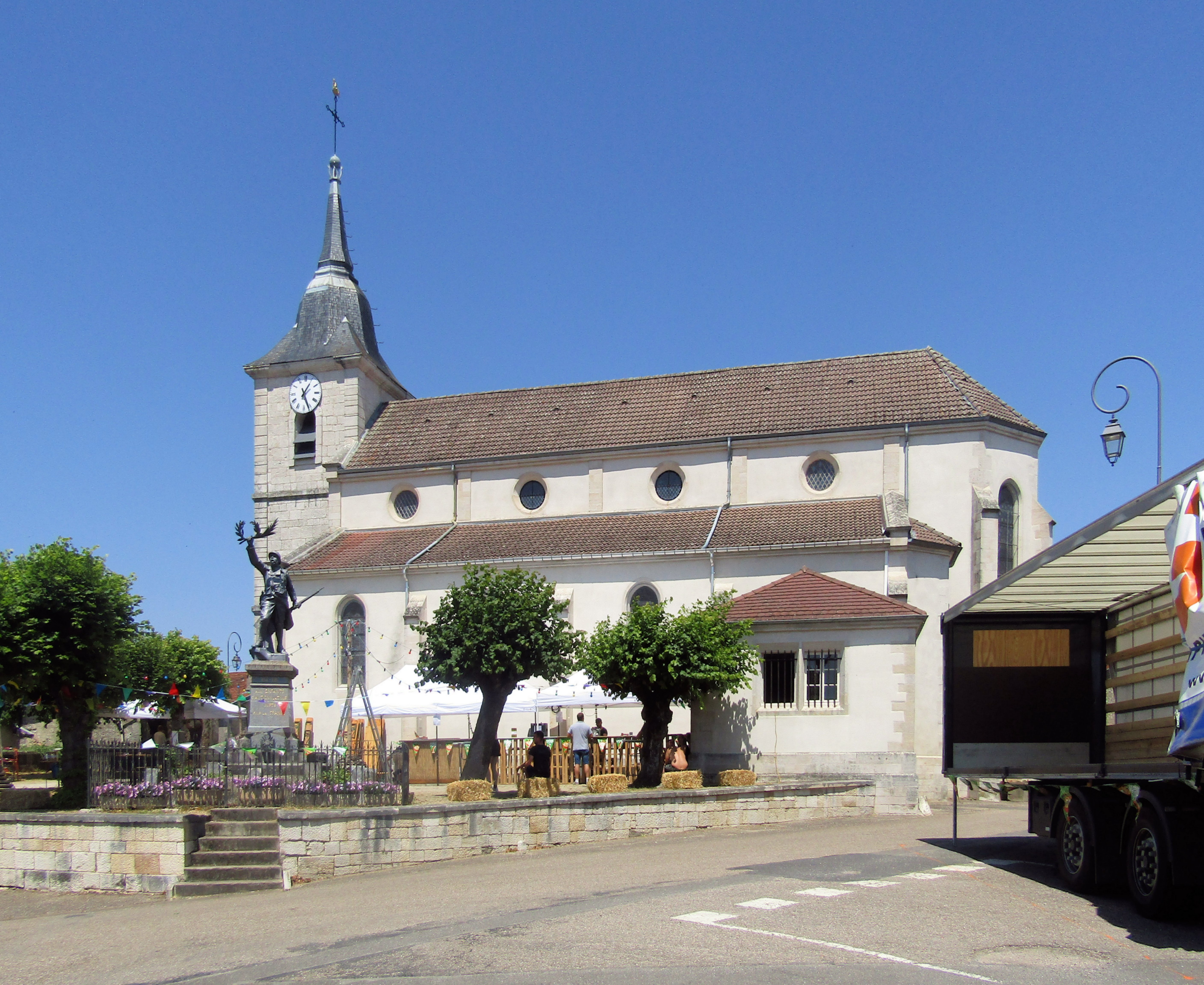
L'église en 2023.
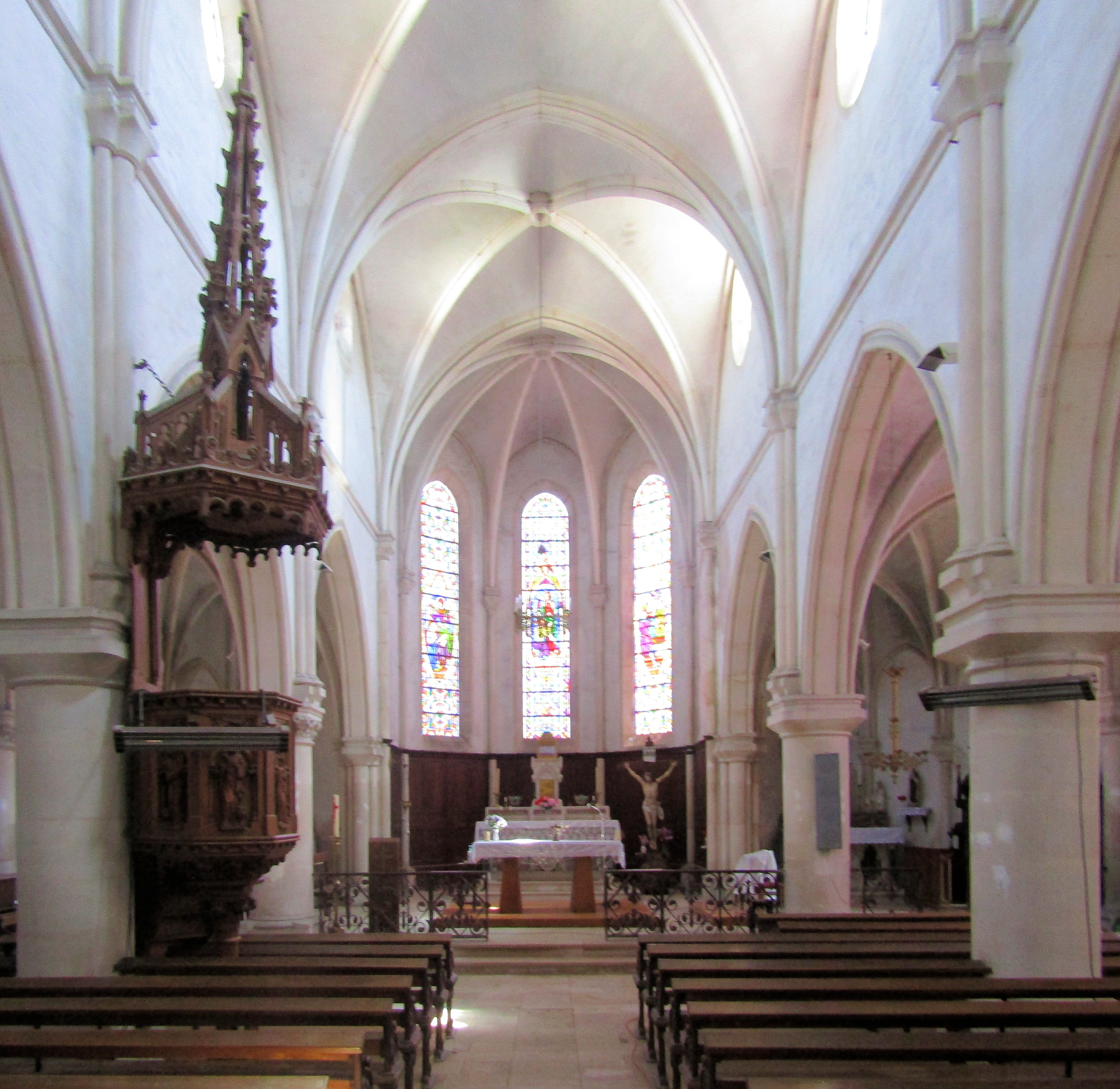
L'intérieur de l'église Saint-Pient.
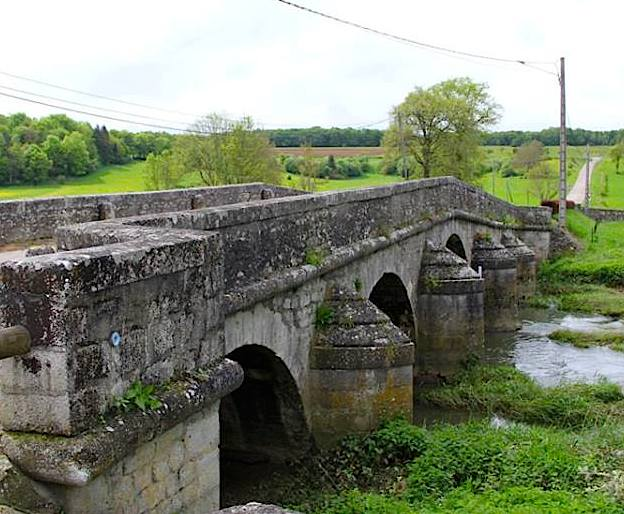
Le pont romain.

- Château d'Autigny du XVIe siècle, reconstruit en 1748. il domine un jardin à la française et un parc de deux hectares arboré et clos. Un canal de dérivation vient remplir  un bassin conçu dans l'esprit du Canope de la Villa d'Hadrien à Tivoli en Italie. Il se situe à l'entrée du village, construit dans un cirque creusé par le Vair. Propriété privée, le château se visite certains après-midis d'été. Le château et son enclos sont inscrits sur l'inventaire supplémentaire des monuments historiques alors que le salon dit de compagnie est classé par le même arrêté du 12 décembre 1991[35].
- Un pont de pierre, qui enjambe le Vair.
- Le pont romain.

Patrimoine religieux :
- Église Saint-Pient.

Statue équestre Saint Martin église Saint-Pien.
- Croix de chemin en pierre du XVIe siècle sur le chemin de Martigny classée au titre des monuments historiques par arrêté du 12 août 1909[37].
- Croix de chemin en pierre dite Croix Vernaie datant de 1584 sur le chemin d'Autigny à Fruze classée au titre des monuments historiques par arrêté du 23 juillet 1909[38].

### Personnalités liées à la commune
- Aimé Frédéric Fulgence Huin-Varnier, instituteur, écrivain[39].
- Médaillés de Sainte-Hélène[40].

### Héraldique, logotype et devise
Commune sans blason,

## Pour approfondir